# Cerro de Mozutla
Cerro de Mozutla är en ort i Mexiko.   Den ligger i kommunen Papantla och delstaten Veracruz, i den sydöstra delen av landet, 230 km nordost om huvudstaden Mexico City. Cerro de Mozutla ligger 138 meter över havet och antalet invånare är 139.
Terrängen runt Cerro de Mozutla är huvudsakligen platt, men västerut är den kuperad. Runt Cerro de Mozutla är det ganska tätbefolkat, med 179 invånare per kvadratkilometer. Närmaste större samhälle är Poza Rica de Hidalgo, 13,9 km sydväst om Cerro de Mozutla. Omgivningarna runt Cerro de Mozutla är en mosaik av jordbruksmark och naturlig växtlighet.